# Louis Carrère
Pour les articles homonymes, voir Carrère.

a Compétitions nationales et continentales officielles uniquement.

Louis Carrère, né le 10 octobre 1914 à Sainte-Marie (aujourd'hui Sainte-Marie-la-Mer) dans les Pyrénées-Orientales et mort dans la même commune le 19 mars 1979, est un joueur français de rugby à XIII, évoluant au poste de pilier (1,75 m - 90 kg). Il commence à jouer au rugby à XV pour l'USA Perpignan et devient champion de France en 1944. La même année, il rejoint le rugby à XIII et signe pour l'AS Carcassonne XIII.

## Palmarès

### Rugby à XV
- Championnat de France :
  - Vainqueur : 1 (1944 avec l'USA Perpignan.)
  - Finaliste : 0

### Rugby à XIII
- Championnat de France :
  - Vainqueur : 2 (1945 et 1946 avec l'AS Carcassonne XIII.)
  - Finaliste : 1 (1947 avec l'AS Carcassonne XIII.)

- Coupe de France :
  - Vainqueur : 2 (1946, 1947 avec l'AS Carcassonne XIII.)
  - Finaliste : 1 (1945 avec l'AS Carcassonne XIII.)